# Солнечная генерация

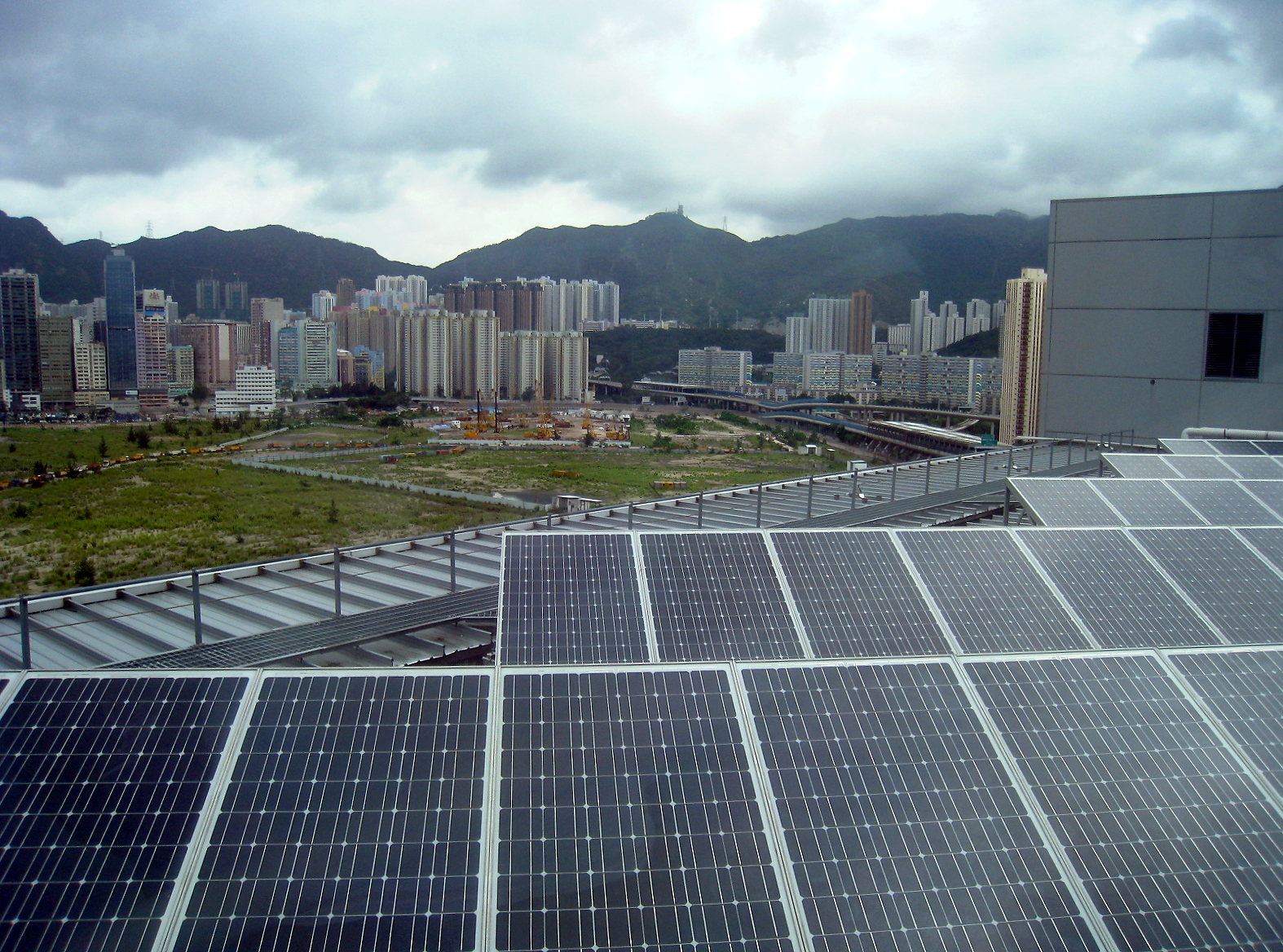
Солнечные батареи на крыше дома в Гонконге

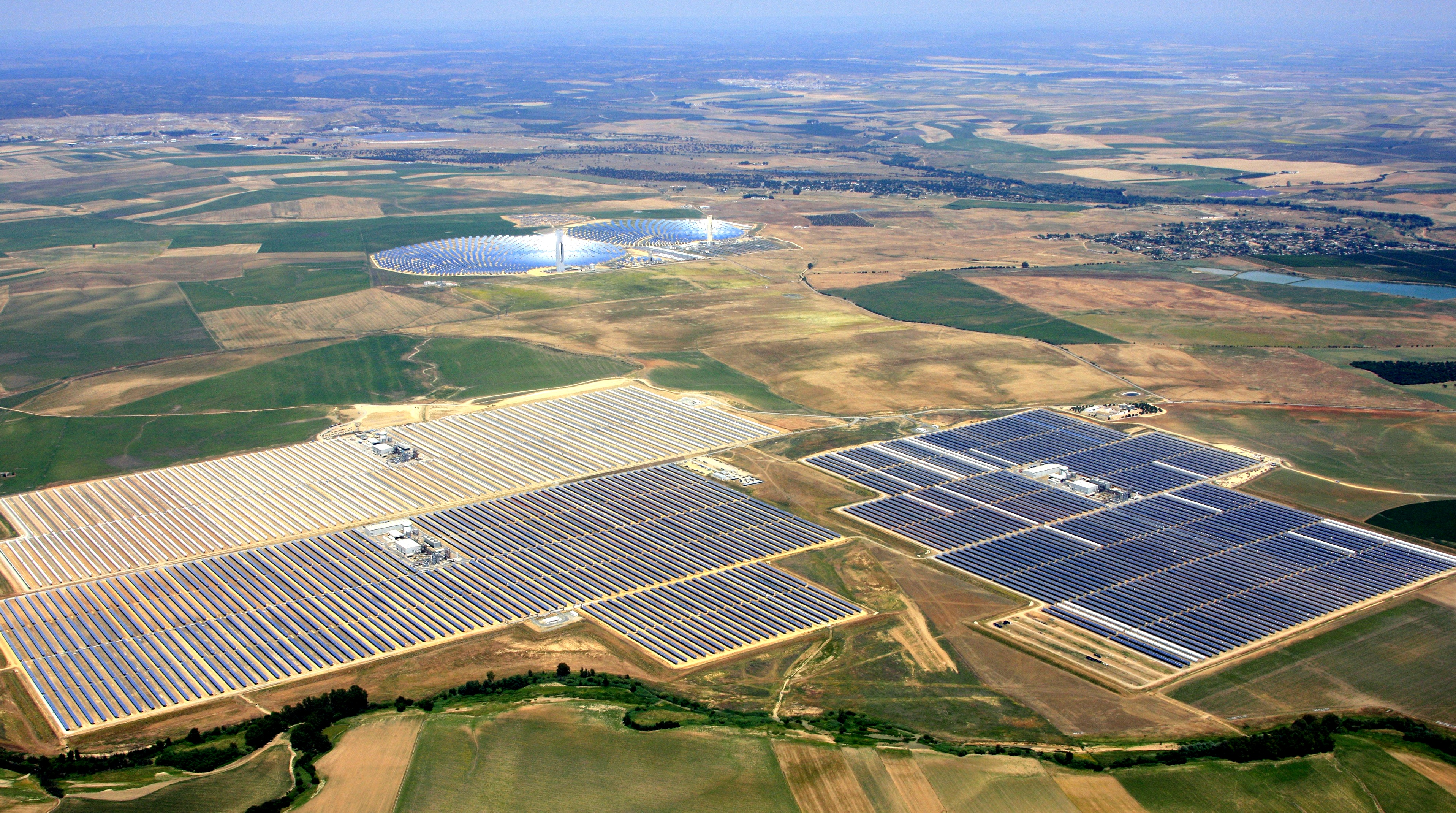
На переднем плане три единицы солнечной электростанции Solnova (Испания)

Со́лнечная генера́ция — одно из направлений альтернативной энергетики, основанное на получении электрической энергии за счёт преобразования солнечного света в электричество как непосредственно с помощью фотоэлектрических устройств (фотовольтаика), так и косвенно с использованием концентрированной солнечной энергии (гелиотермальная энергетика). 
Фотопреобразователи преобразовывают солнечный свет в электрический ток методом фотоэлектрического эффекта. 
В системах для концентрирования солнечной энергии применяют линзы или зеркала, а также системы слежения, которые позволяют устройству максимально использовать площадь пятна солнечного света. В 2023 году мировые мощности по производству электроэнергии таким методом составляли только 8 ГВт, являясь более дорогой технологией.
Солнечная генерация рассматривается как способ получения электроэнергии, достоинством которого является отсутствие вредных выбросов в процессе эксплуатации.
В 2021 году все работающие солнечные панели на Земле произвели 1032 ТВт⋅ч, или 3,6% мировой электроэнергии. 
В 2022 году общая установленная мощность всех работающих солнечных панелей на Земле составила 1433 ГВт. 
В 2023 году мировые мощности по производству электроэнергии таким методом составляли 1,6 ТВт. В 2023 году все работающие солнечные панели за Земле произвели около 5,5% мировой электроэнергии.
В 2024 году с помощью солнечных батарей в мире было произведено 2000 ТВт⋅ч  электроэнергии, что составило 7% от общей произведённой электроэнергии в мире.
В мае 2025 года солнечная генерация поззволяла производить 75% дневной электроэнергии Калифорнии, часть которой использовалась, а часть направлялась в системы накопления энергии.

## Направления научных исследований

### Фундаментальные исследования
- Из-за теоретических ограничений в преобразовании спектра в полезную энергию (около 30 %), для фотоэлементов первого и второго поколения требуется использование больших площадей земли под электростанции. Например, для электростанции мощностью 1 ГВт это может быть несколько десятков квадратных километров (для сравнения, — гидроэнергетика, при таких же мощностях, выводит из пользования заметно большие участки земли), но строительство солнечных электростанций такой мощности может привести к изменению микроклимата в прилегающей местности и поэтому в основном устанавливаются фотоэлектрические станции мощностью 1 — 2 МВт недалеко от потребителя или даже индивидуальные и мобильные установки. Фотоэлектрические элементы на крупных солнечных электростанциях устанавливаются на высоте 1,8—2,5 м, что позволяет использовать земли под электростанцией для сельскохозяйственных нужд, например, для выпаса скота. Проблема нахождения больших площадей земли под солнечные электростанции решается в случае применения солнечных аэростатных электростанций, пригодных как для наземного, так и для морского и для высотного базирования.
- Поток солнечной энергии, падающий на установленный под оптимальным углом фотоэлемент, зависит от широты, сезона и климата и может различаться в два раза для заселённой части суши (до трёх с учётом пустыни Сахары)[9]. Атмосферные явления (облака, туман, пыль и др.) не только изменяют спектр и интенсивность падающего на поверхность Земли солнечного излучения, но и изменяют соотношение между прямым и рассеянным излучениями, что оказывает значительное влияние на некоторые типы солнечных электростанций, например, с концентраторами или на элементах широкого спектра преобразования.

### Прикладные исследования
- Фотоэлектрические преобразователи работают днём и с меньшей эффективностью работают в утренних и вечерних сумерках. При этом пик электропотребления приходится именно на вечерние часы. Кроме того, производимая ими электроэнергия может резко и неожиданно колебаться из-за смены погоды. Для преодоления этих недостатков на солнечных электростанциях используются эффективные электрические аккумуляторы (на сегодняшний день это недостаточно решённая проблема), либо преобразуют в другие виды энергии, например, строят гидроаккумулирующие станции, которые занимают большую территорию, или концепцию водородной энергетики, которая недостаточно экономически эффективна. На сегодняшний день эта проблема просто решается созданием единых энергетических систем, которые перераспределяют вырабатываемую и потребляемую мощность. Проблема некоторой зависимости мощности солнечной электростанции от времени суток и погодных условий решается также с помощью солнечных аэростатных электростанций.
- Сравнительно высокая цена солнечных фотоэлементов. С развитием технологии и ростом цен на ископаемые энергоносители этот недостаток преодолевается. В 2013—2023 годах удельные инвестиционные затраты при строительстве солнечных электростанций снизились почти в 6 раз — с 4800 до 850 $/КВт.[4]
- Поверхность фотопанелей и зеркал (для тепломашинных ЭС) нужно очищать от пыли и других загрязнений. В случае крупных фотоэлектрических станций, при их площади в несколько квадратных километров это может вызвать затруднения, но применение отполированного стекла на современных солнечных батареях решает эту проблему.
- Использование одно- и двухосевых трекеров (следящих систем) и систем с изменяемым углом наклона фотоэлектрических модулей позволяет оптимизировать угол падения солнечных лучей на модули в зависимости от времени суток и времени года. Однако практика показала низкую эффективность этих систем ввиду их высокой стоимости (относительно стремительно дешевеющих фотомодулей), дополнительных затрат энергии (для трекеров) либо на работы по изменению угла наклона (для систем с изменяемым углом), невысокой надёжности, в частности — ввиду постоянных атмосферных воздействий, необходимости регулярного обслуживания и ремонтов, а также повреждений модулей и электрического оборудования, вызванных регулярными механическими операциями[10].
- Эффективность фотоэлектрических элементов падает при их нагреве (в основном это касается систем с концентраторами), поэтому возникает необходимость в установке систем охлаждения, обычно водяных. Также в фотоэлектрических преобразователях третьего и четвёртого поколений используют для охлаждения преобразование теплового излучения в излучение наиболее согласованное с поглощающим материалом фотоэлектрического элемента (так называемое up-conversion), что одновременно повышает КПД.
- К середине XXI века эксплуатации эффективность фотоэлектрических элементов начинает снижаться. Отработавшие своё фотоэлементы, хотя и незначительная их часть, в основном специального назначения, содержат компонент (кадмий), который недопустимо выбрасывать на свалку. Нужно дополнительное расширение индустрии по их утилизации.[4]

## Экологические проблемы
При производстве фотоэлементов уровень загрязнений не превышает допустимого уровня для предприятий микроэлектронной промышленности. Современные фотоэлементы имеют срок службы 30—50 лет. Применение кадмия, связанного в соединениях, при производстве некоторых типов фотоэлементов с целью повышения эффективности преобразования, ставит сложный вопрос их утилизации, который тоже не имеет пока приемлемого с экологической точки зрения решения, хотя такие элементы имеют незначительное распространение, и соединениям кадмия при современном производстве уже найдена достойная замена.
В последнее время активно развивается производство тонкоплёночных фотоэлементов, в составе которых содержится всего около 1 % кремния, по отношению к массе подложки, на которую наносятся тонкие плёнки. Из-за малого расхода материалов на поглощающий слой, здесь кремния, тонкоплёночные кремниевые фотоэлементы дешевле в производстве, но пока имеют меньшую эффективность и неустранимую деградацию характеристик во времени. Кроме того, развивается производство тонкоплёночных фотоэлементов на других полупроводниковых материалах, в частности Смиг, достойный конкурент кремнию. Так, например, в 2005 году компания Shell приняла решение сконцентрироваться на производстве тонкоплёночных элементов, и продала свой бизнес по производству монокристаллических (нетонкоплёночных) кремниевых фотоэлектрических элементов.
Солнечные концентраторы вызывают большие по площади затенения земель, что приводит к сильным изменениям почвенных условий, растительности и т. д. Нежелательное экологическое действие в районе расположения станции вызывает нагрев воздуха при прохождении через него солнечного излучения, сконцентрированного зеркальными отражателями. Это приводит к изменению теплового баланса, влажности, направления ветров; в некоторых случаях возможны перегрев и возгорание систем, использующих концентраторы, со всеми вытекающими отсюда последствиями. Применение низкокипящих жидкостей и неизбежные их утечки в солнечных энергетических системах во время длительной эксплуатации могут привести к значительному загрязнению питьевой воды. Особую опасность представляют жидкости, содержащие хроматы и нитриты, являющиеся высокотоксичными веществами.

## Способы
Способы получения электричества из солнечного излучения:
- фотовольтаика — прямое преобразование фотонов в электроэнергию с помощью фотоэлементов;
- гелиотермальная энергетика — нагревание поверхности, поглощающей солнечные лучи, и последующее распределение и использование тепла (фокусирование солнечного излучения на сосуде с водой или солью для последующего использования нагретой воды для отопления, горячего водоснабжения или в паровых электрогенераторах). В качестве особого вида станций гелиотермальной энергетики принято выделять солнечные системы концентрирующего типа (CSP — Concentrated solar power). В этих установках энергия солнечных лучей с помощью системы линз и зеркал фокусируется в концентрированный луч света. Этот луч используется как источник тепловой энергии для нагрева рабочей жидкости, которая расходуется для электрогенерации по аналогии с обычными ТЭЦ или накапливается для сохранения энергии. Преобразование солнечной энергии в электричество осуществляется с помощью тепловых машин:
  - двигатель Стирлинга;
  - газовая турбина
- термовоздушные электростанции (преобразование солнечной энергии в энергию воздушного потока, направляемого на турбогенератор).
- солнечные аэростатные электростанции (генерация водяного пара внутри баллона аэростата за счёт нагрева солнечным излучением поверхности аэростата, покрытой селективно-поглощающим покрытием). Преимущество — запаса пара в баллоне достаточно для работы электростанции в тёмное время суток и в ненастную погоду
- Solar fuel

## Типы фотоэлектрических элементов

### Твердотельные

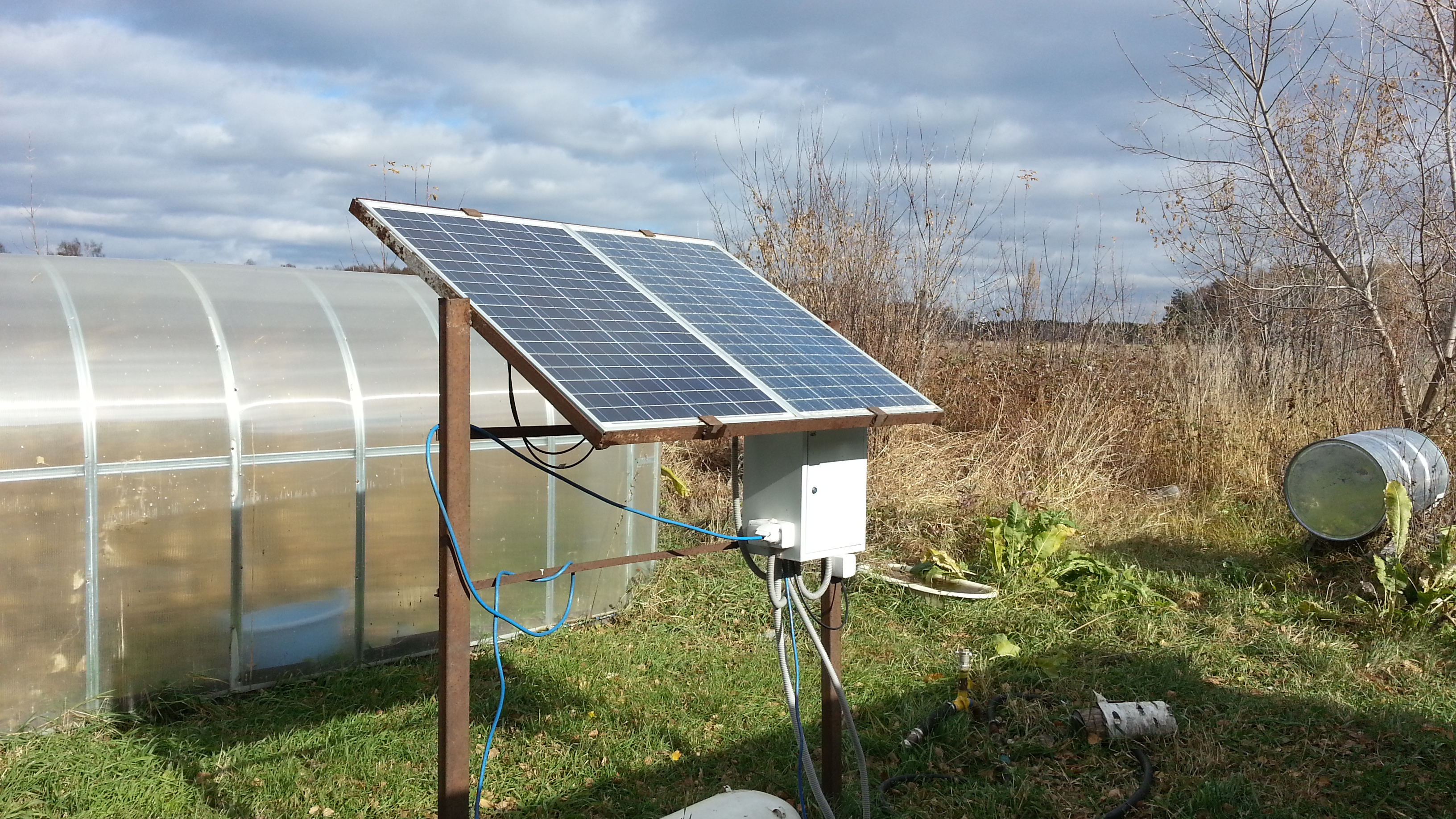
Солнечная электростанция установленной мощностью 200Вт на основе батарей поликристаллических элементов

В настоящее время принято различать три поколения ФЭП:
- Кристаллические (первое поколение):
  - монокристаллические кремниевые;
  - поликристаллические (мультикристаллические) кремниевые;
  - технологии выращивания тонкостенных заготовок: EFG (Edge defined film-fed crystal growth technique), S-web (Siemens), тонкослойный поликремний (Apex).
- Тонкоплёночные (второе поколение):
  - кремниевые: аморфные, микрокристаллические, нанокристаллические, CSG (crystalline silicon on glass);
  - на основе теллурида кадмия (CdTe);
  - на основе селенида меди-индия-(галлия) (CI(G)S);
- ФЭП третьего поколения:
  - фотосенсибилизированные красителем (dye-sensitized solar cell, DSC);
  - органические (полимерные) ФЭП (OPV);
  - неорганические ФЭП (CTZSS);
- ФЭП на основе каскадных структур.

В 2005 году на тонкоплёночные фотоэлементы приходилось 6 % рынка. В 2006 году тонкоплёночные фотоэлементы занимали 7 % долю рынка. В 2007 году доля тонкоплёночных технологий увеличилась до 8 %. В 2009 году доля тонкоплёночных фотоэлементов выросла до 16,8 %.
За период с 1999 года по 2006 год поставки тонкоплёночных фотоэлементов росли ежегодно в среднем на 80 %.

### Наноантенны
В последнее время наметился прогресс в создании ФЭП на основе наноантенн, напрямую преобразующих электромагнитную энергию светового излучения в электрический ток. Перспективность наноантенн обусловлена их высоким теоретическим КПД (до 85 %) и потенциально более низкой стоимостью.

## Солнечный транспорт

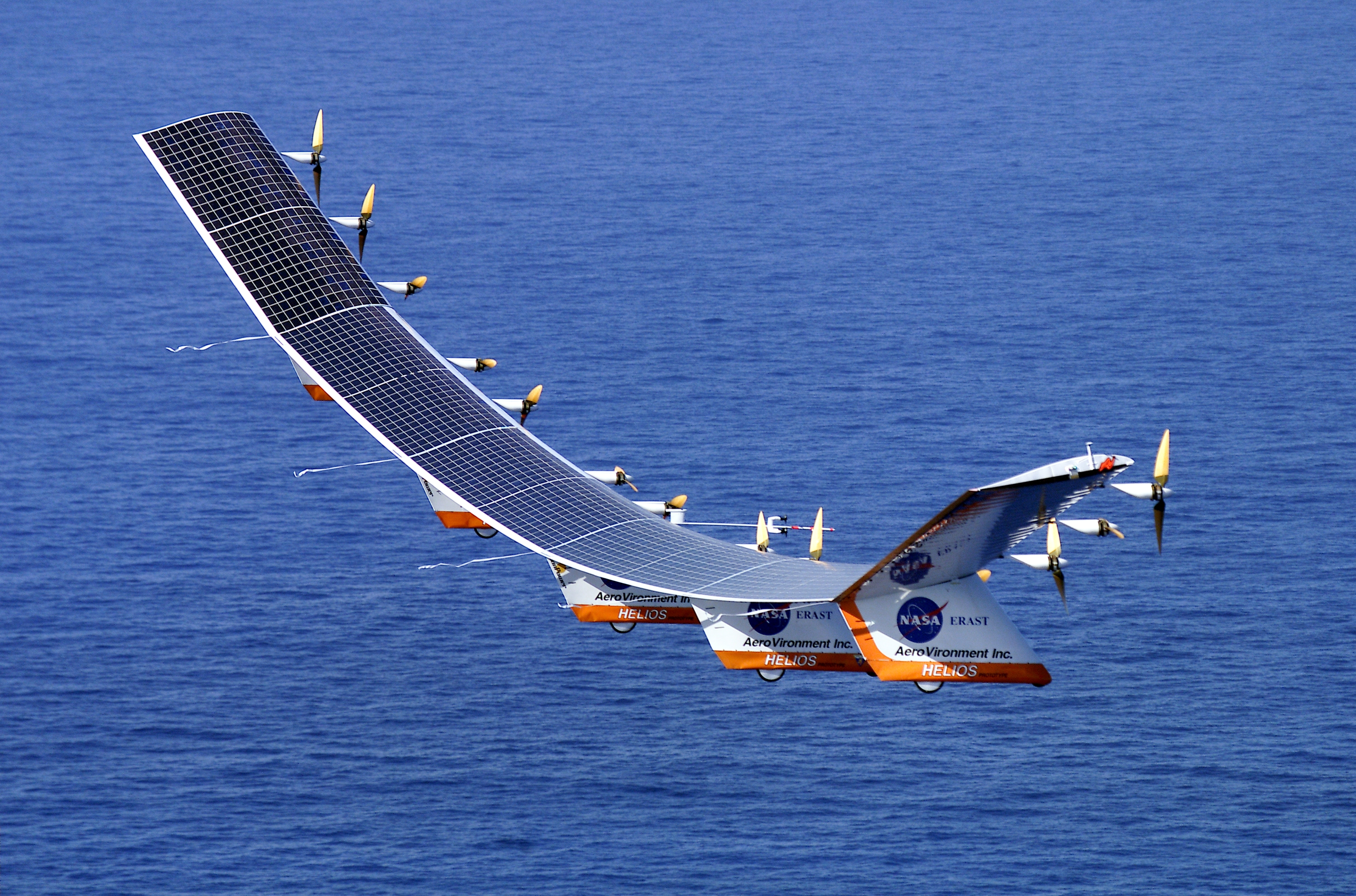
Беспилотный самолёт NASA Pathfinder Helios с фотоэлементами на крыльях

Фотоэлектрические элементы могут устанавливаться на различных транспортных средствах: лодках, электромобилях и гибридных автомобилях, самолётах, дирижаблях и т. д.
Фотоэлектрические элементы вырабатывают электроэнергию, которая используется для бортового питания транспортного средства, или для электродвигателя электрического транспорта.
В Италии и Японии фотоэлектрические элементы устанавливают на крыши ж/д поездов. Они производят электричество для кондиционеров, освещения и аварийных систем.
Компания Solatec LLC продаёт тонкоплёночные фотоэлектрические элементы для установки на крышу гибридного автомобиля Toyota Prius. Тонкоплёночные фотоэлементы имеют толщину 0,6 мм, что никак не влияет на аэродинамику автомобиля. Фотоэлементы предназначены для зарядки аккумуляторов, что позволяет увеличить пробег автомобиля на 10 %.
В 1981 году лётчик Paul Beattie MacCready совершил полёт на самолёте Solar Challenger, питающемся только солнечной энергией, преодолев расстояние в 258 километров со скоростью 48 км/час. В 2010 году солнечный пилотируемый самолёт Solar Impulse продержался в воздухе 24 часа. Военные испытывают большой интерес к беспилотным летательным аппаратам (БПЛА) на солнечной энергии, способным держаться в воздухе чрезвычайно долго — месяцы и годы. Такие системы могли бы заменить или дополнить спутники.